# Muzej Prado
Državni muzej Prado (španjolski: Museo Nacional del Prado) je španjolski nacionalni muzej u Madridu, smješten u parku Prado de San Jerónimo, po kojem je dobio ime.
U neoklasicističkoj zgradi muzeja (djelo Juana de Villanueva, između 1785. i 1819.) nalazi se jedna od najvrijednijih svjetskih zbirka slikarstva i kiparstva, iz posjeda španjolskih kraljeva te iz zatvorenih i raspuštenih samostana. Tu se nalaze djela najvećih španjolskih, nizozemskih, njemačkih i talijanskih slikara (El Greco, Diego Velázquez, Giambattista Pittoni, Francisco Goya, Botticelli, Albrecht Dürer, Caravaggio, Peter Paul Rubens, Tizian itd.).
U blizini muzeja Prado nalaze se još dva važna španjolska muzeja. Prvi je Nacionalni arheološki muzej (španj. Museo Arqueológico Nacional), u kojem se nalazi umjetnost drevnog Egipta, drevne Mezopotamije, umjetnost stare Grčke, i umjetnost starog Rima koje su nekada pripadale zbirci muzeja Prado. Drugi je Muzej kraljice Sofije (španj. Museo Reina Sofía), u kojem je izložena umjetnost 20. stoljeća. U blizini je još i Muzej Thyssen-Bornemisza (Museo Thyssen-Bornemisza).

## Kolekcija
Muzej Prado posjeduje 8.200 crteža, 7.600 slika, 4.800 grafika i 1.000 skulptura, te brojne druge umjetničke predmete i povijesne dokumente. U muzeju je izloženo oko 1.300 umjetnina, dok je 3.100 djela na posudbi drugim muzejima, a ostala su u službenom skladištu

### Galerija odabranih djela
- Oktavijan
- Predromanika
- Skidanje s križa (Van der Weyden), 1435.-1440.
- Sandro Botticelli
- Correggio, Noli me tangere, 1518.
- Rafael
- Hieronymus Bosch, Vrt naslade, oko 1503.
- Albrecht Dürer
- Pieter Brueghel, Trijumf smrti, 1562.
- Tizian
- El Greco
- Karlo V.
- Peter Paul Rubens
- José de Ribera
- Bartolomé Esteban Murillo.
- Rembrandt
- Diego Velázquez, Las Meninas, 1656.

## Vanjske poveznice
- Museo Nacional del Prado, službeno mrežno mjesto
- www.elrelojdesol.com 15 glavnih slika muzeja (šp.)
- FeelMadrid.com, povijest i fotografije muzeja (engl.)
- Museo del Prado  Arhivirana inačica izvorne stranice od 10. svibnja 2015. (Wayback Machine), Madrid Guide Spain, informacije o muzeju (engl.)
- Museum Syndicate  Arhivirana inačica izvorne stranice od 16. listopada 2011. (Wayback Machine), umjetnička djela u vlasništvu muzeja (engl.)